# Belo Horizonte
Belo Horizonte je třetí největší metropolitní oblast a páté největší město v Brazílii (větší jsou jen města São Paulo, Rio de Janeiro, Salvador a Fortaleza). Město je hlavním městem státu Minas Gerais, jež se nachází v jihovýchodní části země. Belo Horizonte bylo postaveno roku 1897 architektem Aarão Reisem jako první z plánovaně založených brazilských velkoměst, které měly odlehčit populačnímu tlaku přímořských aglomerací. Je se svými takřka 2,4 miliony obyvatel, resp. 5 miliony v celé metropolitní oblasti ekonomickým a kulturním centrem regionu. Jméno města znamená v portugalštině „Pěkná vyhlídka“.

## Historie
Ve čtyřicátých letech 20. století bylo na popud tehdejšího starosty Juscelina Kubitscheka v místní části Pampulha vybudováno umělé jezero stejného jména. Následně na jeho březích vzniklo několik budov včetně okolních parků a zahrad. Na projektu se podíleli mimo jiné Oscar Niemeyer a Roberto Burle Marx. V roce 2016 byl tento soubor staveb a parků zapsán na seznam světového kulturního dědictví UNESCO.

## Doprava
Zdejší metro bylo vytvořeno v osmdesátých letech a jedná se tak o nejstarší metro v zemi. Ve městě je však jediná linka, která má v současnosti 19 stanic. Tento počet stanic není dostačující pro potřeby obyvatel města a v plánu je proto rozšíření již fungující linky o pět stanic a vytvoření dvou zcela nových tras metra.

## Sport
V Belo Horizonte sídlí 2 velké fotbalové kluby: Cruzeiro a Atlético Mineiro.

## Rodáci
- Dilma Rousseffová (* 1947), politička a prezidentka Brazílie
- Tostão (* 1947), fotbalista
- Max Cavalera (* 1969), zpěvák a kytarista (Sepultura, Soulfly a Cavalera Conspiracy)
- Igor Cavalera (* 1970), bubeník (Sepultura a Cavalera Conspiracy)
- Ana Paula Valadão (* 1976), brazilská zpěvačka
- Cristiano da Matta (* 1973), automobilový závodník
- Evanilson (* 1975), fotbalista
- Bruno Junqueira (* 1976), automobilový závodník
- André Sá (* 1977), tenista
- Dedê (* 1978), fotbalista
- Afonso Alves (* 1981) fotbalista
- Bruno Soares (* 1982), tenista
- Marcelo Melo (* 1983), tenista
- Rafael L. Silva (* 1994), herec

## Partnerská města
- Betlém, Stát Palestina (2001)
- Cuenca, Ekvádor (2004)
- Fort Lauderdale, USA (2003)
- Granada, Španělsko (1975)
- Havana, Kuba (1995)
- Homs, Sýrie (2001)
- Lagos, Nigérie (2011)
- Luanda, Angola (1968)
- Masaya, Nikaragua (2002)
- Minsk, Bělorusko (1987)
- Nanking, Čína (1996)
- Newark, USA (2006)
- Porto, Portugalsko (1986)
- Tegucigalpa, Honduras (2004)
- Tripolis, Libye (2003)
- Zahlé, Libanon (1974)

## Galerie

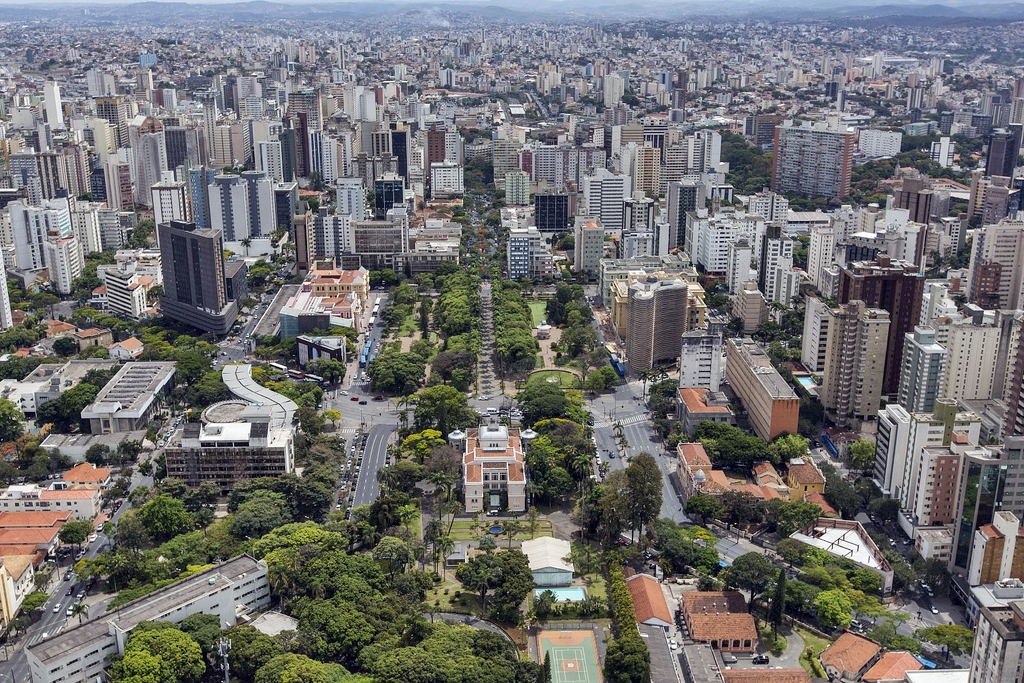
Pohled na Belo Horizonte
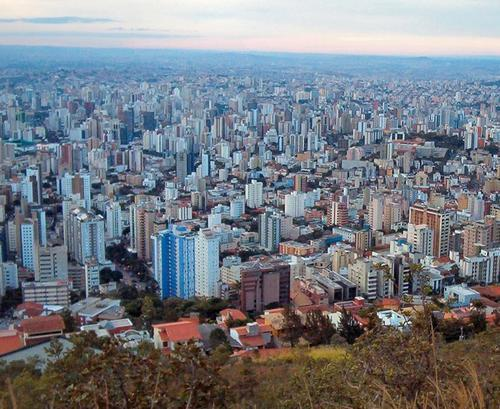
Pohled na Belo Horizonte